# Гайеди, Мехди
Мехди́ Гайеди (перс. مهدی قایدی‎; род. 5 декабря 1998, Бушир, Иран) — иранский футболист, нападающий эмиратского клуба «Аль-Иттихад» и сборной Ирана.

## Биография

### Клубная карьера
Гайеди начал карьеру в клубе «Иранджаван», за который дебютировал в возрасте 17 лет в Лиге Азадеган 2 сентября 2016 года в матче с «Малаваном». В своём дебютном матче за основной состав «Иранджавана» Гайеди забил свой первый гол в профессиональной карьере, который стал победным; «Иранджаван» выиграл тот матч со счётом 3:2. Всего за весь сезон он сыграл 29 матчей и забил 10 голов, по итогам которого был назван Лучшим молодым игроком лиги Азадеган.
8 июня 2017 года Гайеди подписал трёхлетний контракт с одним из титулованных клубов Ирана «Эстеглялем» и получил игровой номер «16». Дебютировал в Иранской Про-лиге 4 августа 2017 года в матче против «Эстеглаля Хузестана» (0:0), выйдя на замену на 63-й минуте матча. Он стал самым молодым игроком, дебютировавшим за клуб, превзойдя достижение своего одноклубника Омида Нурафкана. Всего в дебютном сезоне для себя в Иранской про-лиге сыграл 13 матчей, не отметившись забитыми мячами.
6 октября 2018 года в матче с клубом «Нафт Масджид Солейман» забил свой первый гол в Про-лиге; матч закончился победой «Эстегляля» со счётом 2:1. Всего за четыре сезона в составе «Эстегляля» Гайеди сыграл 81 матч и забил 19 голов.
23 августа 2021 года Гайеди перешёл в эмиратский клуб «Шабаб Аль-Ахли», с которым подписал пятилетний контракт. В сезоне 2021/22 он сыграл во всех турнирах 29 матчей и забил 5 голов. В сезоне 2022/23 он играл на родине за «Эстегляль», сыграв в Иранской Про-лиге 29 матчей и забил 12 голов. 18 мая 2023 года в матче Про-лиги с клубом «Трактор» оформил первый хет-трик на клубном уровне, что принесло крупную победу клубу из Тегерана счётом 7:1.
23 июля 2023 года Гайеди на правах аренды перешёл в клуб «Аль-Иттихад Кальба», подписав с командой соглашение до конца сезона.

### Карьера в сборной
В составе молодёжной сборной Ирана играл на молодёжном чемпионате мира 2017 года, на котором сыграл в матчах с Замбией (2:4) и Португалией (1:2). На том турнире иранцы заняли в группе последнее место и не пробились в плей-офф.
8 октября 2020 года дебютировал за сборную Ирана в товарищеском матче со сборной Узбекистана, который иранцы выиграли со счётом 2:1.
В декабре 2023 года был включён в состав сборной на Кубок Азии 2023. На турнире был основным игроком и сыграл в 4 матчах, а на групповом этапе в играх с Палестиной (4:1) и Гонконгом (1:0) забил по голу в каждом из матчей.